# Cassette génique
Pour les articles homonymes, voir Cassette.
Dans le domaine du génie biomoléculaire, on appelle « Cassettes géniques » les fragments d'ADN comportant plusieurs gènes, généralement transférés ensemble lors d'opération de transgenèse.
Le génie génétique peut utiliser une « Cassettes géniques » comme un transgène